# Amé Gorret
Pour les articles homonymes, voir Amé.
Amé Gorret, connu en Vallée d'Aoste comme l'abbé Gorret, est un prêtre et un alpiniste valdôtain.
Il a fait partie du groupe qui a accompli la deuxième ascension du Cervin (en), côté italien.
Pendant toute sa vie, il se fait remarquer pour son caractère anticonformiste, à cause duquel il a été souvent assigné à des paroisses de montagne.

## Biographie
Amé Gorret naît le 25 octobre 1836 à Valtournenche, fils de Jean-Antoine Gorret et de Marie-Véronique Carrel.
Il fait ses études à l'école de son village natal, où enseignait le curé avec son vicaire. Ces derniers lui suggèrent d'aller étudier au Grand séminaire d'Aoste, où il est consacré le 25 mai 1861.
Le 1er août 1861, lorsqu'il se rendait à Champorcher, sa première paroisse, il rencontre le roi Victor-Emmanuel II, avec qui il lie d'une amitié fondée surtout sur la passion commune pour la montagne et sur le mépris des formalismes caractérisant la vie politique de l'époque.
L'abbé Gorret est transféré fréquemment de paroisse en paroisse : en 1864 il passe de Champorcher à Saint-Pierre, et l'année suivante il déménage à Cogne.
Le 17 juillet 1865, avec Jean-Antoine Carrel, Jean-Baptiste Bich et Jean-Augustin Meynet, il accomplit la première ascension au Cervin du côté italien, précédés par l'anglais Edward Whymper de trois jours seulement. 

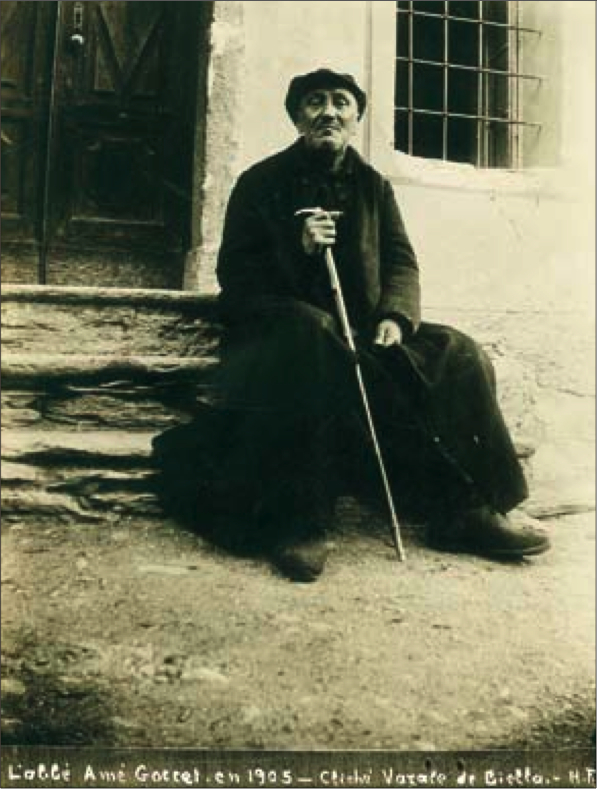
Amé Gorret en 1905.

En 1866, il est transféré à la paroisse de Valgrisenche. Entre 1869 et 1880, il change souvent de paroisse, en s'occupant en même temps des offices religieux dans sa paroisse, de l'enseignement au séminaire aostois et de l'alpinisme. En cette période, il connaît d'ailleurs beaucoup de personnalités d'envergure de l'alpinisme italien de l'époque, au sein du Club alpin italien, qui venait de se former.
À partir de 1881, il est curé au Dauphiné, jusqu'à ce que le gouvernement français n'ordonne le rapatriement de tous les curés étrangers, en 1884. Il est donc nommé recteur à Saint-Jacques-des-Allemands.
Dès 1902, il commence à avoir des problèmes de vue, il subit une opération à Turin l'année suivante. Il déménage à nouveau au prieuré Saint-Jacquême à Saint-Pierre en 1905, à cause de sa santé précaire, où il meurt le 4 novembre 1907.
Il a eu plusieurs surnoms, tels que « l'ours de la montagne », « l'ermite de Saint-Jacques » et le « grand Gorret ».

## Œuvres
- Amé Gorret, Claude-Nicolas Bich, Guide Illustré de la Vallée d'Aoste, Nabu Press, 1876.
- Amé Gorret, Victor-Emmanuel sur les Alpes, Hachette Bnf, 1879.